# Alfons Klühspies
Alfons Klühspies (* 11. Juli 1899 in Birkenfeld bei Marktheidenfeld; † 5. März 1975 in Würzburg) war ein der Abstraktion verpflichteter unterfränkischer Maler, der in der von Naturalismus und deutschem Spätimpressionismus geprägten fränkischen Künstlerlandschaft als Außenseiter galt.

## Leben
Der Sohn einer alteingesessenen Bauernfamilie, der schon als Schüler in seinen Zeichnungen eine deutliche künstlerische Begabung erkennen ließ, studierte nach dem Ersten Weltkrieg in Frankfurt am Main an der Kunstgewerbeschule und an der Städelschen Kunstakademie bei Emil Gies und Johann Vincenz Cissarz. Bei einem Studienaufenthalt in Paris machte er sich 1924/1925 mit aktuellen Tendenzen vertraut, wie sie besonders die von den Meistern des „Blauen Reiter“ geschätzten Robert Delaunay und František Kupka gepflegt wurden. Ab 1933 arbeitete er in Berlin im eigenen Atelier, bis er 1939 erneut zum Militärdienst eingezogen wurde. Ein Luftangriff auf Berlin zerstörte 1944 nahezu sein gesamtes künstlerisches Frühwerk. Nach seiner Rückkehr aus britischer Kriegsgefangenschaft 1946 baute sich Klühspies zunächst in Birkenfeld, ab 1949 in Würzburg eine neue Existenz als freischaffender Maler auf.

## Ausstellungen
- 1952: Amerika-Haus Würzburg
- 1969: Städtische Gemäldegalerie Worms
- 1970: Salons Internationaux Paris
- 1975: Galerie Spitäle Würzburg
- 2003: Städtische Sammlungen Schweinfurt
- 2005: Franck-Haus Marktheidenfeld
- 2007: Museum Stadt Miltenberg